# Nationaal park Ubajara
Nationaal park Ubajara is een nationaal park in Brazilië. Het is het kleinste park van het land met een oppervlakte van 5.63 km², gelegen in de staat Ceará. Het beheer is in handen van het Instituto Chico Mendes de Conservação da Biodiversidade (ICMBio).

## Flora en fauna
Steppe-achtige Caatinga is de overheersende vegetatie in het gebied, maar daarnaast is er Atlantisch Woud, de Cerrado en Semi-groenblijvend Amazone-bos. De Caatinga-vegetatie bestaat voornamelijk uit bomen, doornige struiken, die hun bladeren in het droge seizoen verliezen, stekelige vetplanten en kruiden die zich ontwikkelen na de regenperiode. 
De fauna is slecht bekend. Er zijn vleermuizen in de grot, het (bejaagde) knaagdier Rotsmoko komt veel voor, er zijn apensoorten, de miereneter leeft er en er zijn meer dan 120 vogelsoorten.

## Attracties en toerisme
Het meest bijzonder in het park is de Ubajara grotto, in de bergen van Ibiapaba, 320 km van Fortaleza. De grot heeft indrukwekkende stalactiet- en stalagmietformaties. De toegang tot de grot verloopt via een lift.
Het park heeft verder als attracties watervallen, de berg Morro do Céu van 820 m hoog, en de Pedra de Itagurussu, de bron van de Pirangi waterval. 
In het park zijn verschillende paden. Bezoek moet van tevoren via de beheerder geregeld worden.